# Tavasz (folyóirat)
Tavasz romániai magyar irodalmi hetilap. Székhely: Nagyvárad. 1919. június 21. – 1920. augusztus 22. között jelent meg. Alapítói Nadányi Zoltán és Zsolt Béla voltak, felelős szerkesztője Fried János, a Kereskedelmi Csarnok főtitkára, majd Fényes Loránd. Nyomtatták a holnaposok egykori mecénásának, Sonnenfeld Adolfnak a nyomdai műintézetében. A hetilap borítófedelét Mottl Román Pál grafikus tervezte. 1920 januárjától a lapot Tabéry Gézával kibővült háromtagú szerkesztőbizottság jegyezte, majd Nadányi Zoltán kiválásával és Zsolt Béla távozásával Tabéry egyedül szerkesztette.

## Munkatársak, tartalom
Állandó munkatársai: Árva Pál álnéven Marton Manó, Bárdos László, Gara Ákos, Nadányi Zoltán, Sipos Iván, Szűts Dezső, akik mellett szóhoz jutott a Tavasz hasábjain a város nyugatot járt értelmisége is, ami tágította a világirodalmi horizontját. Közölt benne az egykori holnaposok közül Emőd Tamás és Miklós Jutka, a Nyugat törzsgárdájából a Holnapból is ismert Babits Mihály és Juhász Gyula mellett Karinthy Frigyes, Kosztolányi Dezső, Nagy Zoltán, Schöpflin Aladár is. Belső-Erdélyből Áprily Lajos, Bárd Oszkár, Bartalis János, Berde Mária, Gulácsy Irén, Jékey Aladár, Ligeti Ernő, Nagy Dániel, Reményik Sándor, Szentimrei Jenő, Szombati-Szabó István, Tompa László küldött verset, prózát, műfordítást. A második évfolyamban folytatásokban közölték Ligeti Ernő Belvedere c. regényét.
Világirodalmi tájékozódásáról a váradi újrakezdés két lapjának monográfusa, Kovács János írja: „A két folyóirat szoros és újat kereső világirodalmi érdeklődése, kitekintése a nagyvilágra ugyancsak holnapos hagyomány, és mind a Magyar Szó, mind a Tavasz – bár nem azonos módon – hűségesen szorgalmazta az évtized előtt meghirdetett felzárkózást a huszadik század modern irodalmi törekvéseihez… Szembetűnő a két lap világirodalmi tájékozódásának és fordításainak azonossága… Mégis valamelyes különbséget tehetünk, főként ami a közreadott tanulmányokat és értékeléseket illeti… A Tavaszban nagyobb teret kapott a modern francia és angol líra és a társadalmi érdeklődésű realista próza.” A magyarul megszólaltatott írók, költők között volt Baudelaire, George Coșbuc, Gabriele D’Annunzio, Stefan George, Gottfried Keller, Jean Richepin, Rainer Maria Rilke, Schopenhauer, Swinburne, Lev Tolsztoj, Turgenyev, Zola. Fried János cikkeiben G. B. Shaw-ról és a francia modernekről írt.
A Tavasz tartalmán keresztül híven tükrözte a város szecessziósan mozgalmas művelődési életét, kifejezte a csoportnak Ady Endre örökségéhez való kötődését (az 1920/4. számot kifejezetten Ady emlékének szentelték). Sajátos hangvételt kölcsönöz az az öt önálló rovat, amelyekben szellemes eszmefuttatások jelentek meg a napi eseményekről és azok hőseiről (Szabad egy szóra), az irodalmi és a művészeti élet újdonságairól (Lesben); közöl a Tavasz könyvismertetőket (Kritika), színházi tudósításokat, kritikákat (Színházi figyelő), a zenei és a képzőművészeti életről szóló beszámolókat (Zene és képzőművészet). Az érdeklődő megtalálhatta benne a nagyváradi mozik, varieték műsorát is, akárcsak a helyi sakkversenyek eredményeit.